# Ferdinand Schlotke

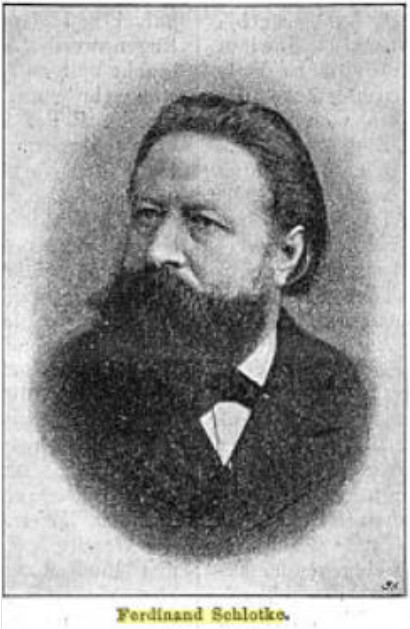
Ferdinand Schlotke

Carl Ferdinand Cornelius Schlotke (geboren 27. Mai 1835 in Nienburg/Weser; gestorben 16. September 1901 in Hamburg) war ein deutscher Lithograf, Buchdrucker, Unternehmer, Erfinder und Fachzeitschriften-Redakteur.

## Leben
Geboren in Nienburg an der Weser, durchlief Ferdinand Schlotke eine Ausbildung zum Lithografen und begann dann eine Lehre als Buchdrucker in der kleinen Zeitungsdruckerei seines Onkels C. M. Ed in Bergedorf bei Hamburg. Schon als Lehrling schrieb er seine erste Erzählung für die Hamburger Jugendzeitung.
Nach Ende seiner Lehrzeit trat er noch im selben Jahre in Hannover eine Anstellung in der Königlichen Hofbuchdruckerei Klindworth an. Etwa um diese Zeit erschienen seine ersten Aufsätze im Journal für Buchdruckerkunst. Später arbeitete er in der Hofbuchdruckerei Neusser in Bonn, wo er das von ihm selbst geschnittene und vielfarbig gedruckte Buchdruckerwappen herausgab; das Blatt erregte seinerzeit großes Aufsehen.
Nach Schlotkes Übersiedelung nach Hamburg eröffnete er dort 1859 eine von ihm selbst geleitete, eigene Druckerei, die „Schlotke'sche Offizin“. Zudem begründete er die von ihm dann einige Jahre geleitete Typographische Gesellschaft Hamburg.
1864 erfand Schlotke die – bald überall nachgebaute – Satinierschnellpresse zum satinieren bedruckter Papiere. Schlotkes auf eigene Kosten unternommenen Versuche mit der Maschine führten bald darauf zu der ebenfalls von ihm erfundenen Zinkdruckdoppelschnellpresse, mit der die Papierbogen gleichzeitig auf beiden Seiten bedruckt werden konnten. Der von Schlotke angestrebte Rotationsdruck beförderte schließlich „das Emporblühen der Algraphie und die algraphischen Maschinen“, für die seine Versuche die Grundlagen bildeten.

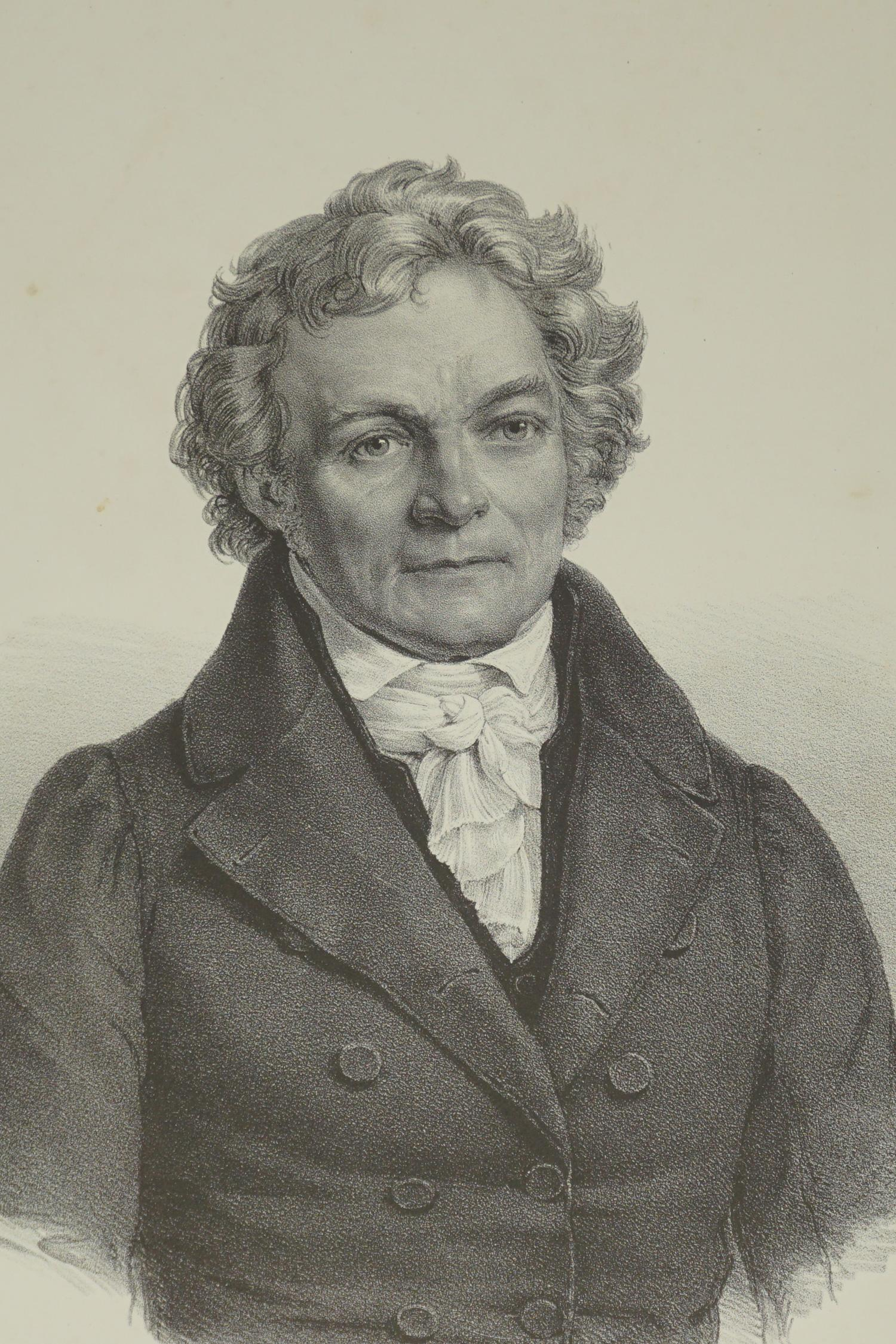
Brustbild Alois Senefelder;
Lithografie, Frontispiz (Ausschnitt) im Senefelder-Album, 1871

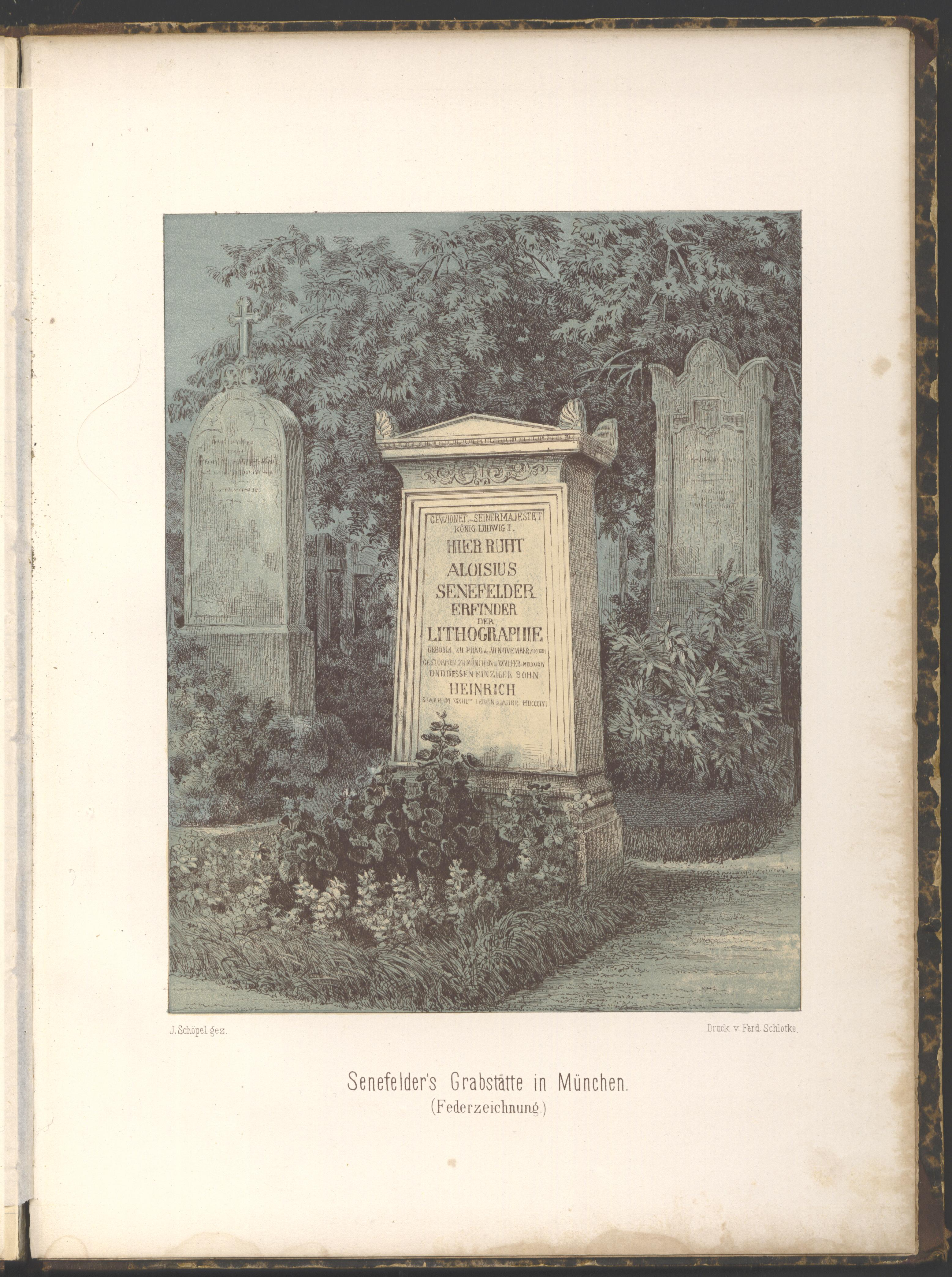
„Senefelder's Grabstätte in München“;
Federzeichnung von Julius Schöpel, Chromolithografie von Schlotke

Zum 100sten Geburtstag des Erfinders der Lithografie Alois Senefelder gab Schlotke 1871 das von ihm verfasste Senefelder-Album heraus, deren Beilagen in verschiedenen Druckverfahren großteils in seiner eigenen Offizin  gedruckt worden waren. Für das Album verlieh der Hamburger Senat Schlotke eine goldene Ehrenmedaille. „In Anerkennung seiner Verdienste um das Buchgewerbe“ wurde Schlotke zudem noch im selben Jahr zum Ehrenbürger seiner Heimatstadt Nienburg ernannt.
Ebenfalls um 1871/72 wurde Schlote zum Vorsitzenden des Deutschen Buchdruckervereins im Kreis Norden gewählt; diese Funktion übte er bis zur Verschmelzung der Kreisgruppe des Vereins mit dem Kreis Nordwest aus, in den er wiederum als Delegierter gewählt wurde.
1873 entsandte der Hamburger Senat Schlotke zum Studium auf die Wiener Weltausstellung, mit demselben Auftrag mehrfach dann auf verschiedene Pariser Ausstellungen. Schlotkes ausführliche Berichte darüber wurden auf Veranlassung der Gewerbekammer Hamburg sowohl in Buchform als auch in der Fachpresse veröffentlicht.
Nachdem Schlotke schon in den 1870er Jahren das Journal für Buchdruckerkunst redigiert hatte, erwarb er 1881 die Rechte an dem Fachmagazin. Um seine Ideen und Erfahrungen mit und über den Zinkdruck zu verbreiten, gründete er 1885 die Lithographische Rundschau, die er jedoch nach kurzer Zeit wieder einstellte.
Trotz seiner Erfindungen und der Anerkennung in der Fachwelt führten Schlotkes zeit- und geldintensiven Versuche sowie geschäftliche Misserfolge letztlich nicht zu großem materiellem Wohlstand, sondern ließen den Erfinder in seinen letzten Hamburger Jahren mehr und mehr erkranken. 1897 verkaufte Schlotke seine Hamburger Unternehmung und siedelte nach Groß-Lichterfelde bei Berlin über, wo er eine neue Druckerei gründete, um sich damit ausschließlich auf die Herstellung „seines“ Journals kümmern zu können. Gegen Ende des Jahres 1900 brach in ihm eine tödliche Krankheit aus, an der er „nach qualvollen Tagen [...] umgeben von seiner Familie“ im Alter von 66 Jahren starb.
Der Schriftsteller und Journalist Otto Schlotke war sein Sohn.

## Schriften bei Schlotke verlegt
- Negatives Tafellied zum Stiftungsfest des Hamburg-Altonaer Buchdrucker-Prinzipal-Vereins 1879 , Einblattdruck, Hamburg: Ferdinand Schlotke, 1879
- J. Wichers: Gott grüss' die Kunst. Zum Stiftungs-Fest der Typographischen Gesellschaft in Hamburg am Sonnabend, 5. März 1881. Festlied, Hamburg: Schlotke, 1881

## Schriften (Auswahl)
- Die Buchdruckerkunst und verwandte Fächer auf der Pariser Ausstellung 1867. Ferd. Schlotke, Hamburg 1867
- (Hrsg.): Senefelder-Album. Zum 6. November 1871. Ferd. Schlotke, Hamburg 1871 (Digitalisat).